# Erdős-Bacontal
Erdős-Bacontalet för en individ är summan av dennas Erdőstal och Bacontal. 

## Definition
Erdőstalet definieras rekursivt som:
Paul Erdős har Erdőstal 0.
En person som skrivit en vetenskaplig artikel tillsammans med någon med Erdőstal n har Erdőstal mindre än eller lika med n+1.
En persons Erdőstal är det minsta tal n så att personen har Erdőstal mindre än eller lika med n.
Bacontalet definieras analogt, med skillnaden att Kevin Bacon har Bacontal 0, och att samverkan skall ske genom att förekomma i samma film istället för att samförfatta en vetenskaplig artikel.
Erdős-Bacontalet är summan av Erdőstalet och Bacontalet.

## Personer med ändligt Erdős-Bacontal
Det finns i huvudsak två kategorier personer som har ändligt Erdős-Bacontal. Dels skådespelare som författat någon vetenskaplig artikel, dels vetenskapsmän som förekommit i någon film. Bland de förstnämnda har Danica McKellar, mest känd som Winnie i TV-serien En härlig tid, lägst Erdős-Bacontal. Hon har Erdőstal 4 genom en artikel i sannolikhetsteori hon skrev som student vid Berkeley, och Bacontal 2 genom att ha arbetat med Margaret Easley som har arbetat med Kevin Bacon. Vidare har Natalie Portman ändligt Erdős-Bacontal. Sitt Erdőstal 7 fick hon genom en uppsats i psykologi hon skrev under sina studier vid Harvard.
I den senare gruppen finns bland annat Erdős själv, som genom sin medverkan i en dokumentär om sig själv får ett Bacontal på 4, vilket tillsammans med sitt givna Erdőstal 0 ger ett Erdős-Bacontal som också är blotta 4. Vi har också Daniel Kleitman, matematiker vid MIT, som genom sin uppgift som rådgivare i filmen Good Will Hunting också fick en statistroll i filmen, vilket gav ett Bacontal på 2. Samtidigt har Kleitman samförfattat med Erdős, varvid han har Erdőstal 1 och därmed Erdős-Bacontal 3. Detta är det lägsta kända Erdős-Bacontal som registrerats, och med all sannolikhet det lägsta som förekommer. I övrigt har Stephen Hawking, Richard Feynman och Carl Sagan, alla fysiker, ändliga Erdős-Bacontal.